# Unheimliche Geschichten (1932)
Unheimliche Geschichten ist ein deutscher Gruselfilm aus dem Jahre 1932. Regisseur Richard Oswald hat sich bei diesem frühen Tonfilm nur teilweise an seinem gleichnamigen Stummfilm von 1919 orientiert.

## Handlung
Ein unheimlicher Wissenschaftler, der mit seiner Frau in einem abgelegenen Haus lebt, arbeitet in seinem Keller an Modellen sonderbarer Maschinen, deren Zweck sich Außenstehenden nicht erschließt. Auch seine Frau ist in seine Forschungstätigkeiten nicht eingeweiht. Ihr Ein und Alles ist eine schwarze Katze, weswegen es zwischen den Eheleuten zu einem heftigen Streit kommt. Just in dem Moment, in dem der Wissenschaftler seine Frau in einem unbändigen Zornesausbruch erschlägt, macht vor der Haustür gerade der junge Journalist Frank Briggs mit seinem Auto halt. Er wollte gerade Kühlwasser nachfüllen, als er den Todesschrei der Frau vernimmt. Um nach dem Rechten zu sehen, klopft Briggs am Hause an. Der Hausherr öffnet, weist aber Briggs brüsk zurück.
Doch dieser lässt sich nicht so schnell abweisen. Frank Briggs verständigt die Polizei, die nun das Haus genauer unter die Lupe nimmt. Als man ein Miauen hinter einer Wand vernimmt, bricht die Polizei die Wand auf. Der Mann hatte beim Verscharren der Leiche seiner Frau versehentlich die geliebte schwarze Katze der Gattin gleich miteingemauert. Der Mörder entzieht sich seiner Verhaftung, flieht und versteckt sich zunächst im mechanischen Museum. Dann findet er in einer Unfallstation Unterschlupf. Da der Wissenschaftler steif und fest behauptet, ein Mörder zu sein, überweist der zuständige Arzt in der Unfallstation den offensichtlich verwirrten Mann in eine Irrenanstalt.
Frank Briggs versucht, dem Mörder auf der Spur zu bleiben. Nachdem er ihn zwischenzeitlich aus den Augen verloren hat, spürt er den Mann in der Irrenanstalt wieder auf. Von Briggs daraufhin angesprochen, bleibt der Chefarzt der Klinik merkwürdig desinteressiert und nimmt stattdessen den daraufhin ein wenig verwirrten Journalisten zu einer Fete seiner Patienten mit. Die Patienten feiern ausgelassen die Übernahme der Anstalt durch sich selbst, das Pflegepersonal ist gefangen genommen worden. Als Briggs unter den Irren auch den Gattinmörder entdeckt, wendet er eine List an, um ihn festzusetzen. Doch wieder kann der Wissenschaftler entfliehen, während es erneut der Polizei bedarf, Briggs aus einer für ihn bedrohlich werdenden Situation herauszupauken.
Rund ein halbes Jahr später: Mehrere Menschen sind in der letzten Zeit auf rätselhafte Weise verschwunden. Schließlich wird eine der vermissten Personen ermordet aufgefunden. Briggs geht dieser Angelegenheit nach und erfährt bei seinen Recherchen, dass es so etwas wie einen Selbstmörderclub gibt. Dieser Geheimbund tagt in der Turmgasse 13, Briggs macht sich sofort auf den Weg dorthin. In einem makaberen Kartenspiel wird bei jedem Treffen ausgelost, wer sich als nächster umbringen „darf“. Als Clubpräsident erweist sich Briggs langgesuchte Nemesis, der mörderische Wissenschaftler. Dieser zwingt Briggs zur Teilnahme am Todesspiel und erreicht, dass der Journalist das tödliche Pik As zieht. Briggs‘ Tod soll in nur 15 Minuten auf einem speziellen Stuhl im Nebenzimmer erfolgen. Doch Briggs gelingt es, den Clubpräsidenten selbst auf den Stuhl zu manövrieren und ihn dort solange festzuhalten, bis die Polizei eintrifft.

## Produktionsnotizen
Mit Unheimliche Geschichten schloss Oswald an seine Zeit phantastischer und gruseliger Stoffe der 1910er Jahre an. Gedreht wurde zwischen dem 23. Juni und Ende August 1932. Drehort waren die UFA-Ateliers in Berlin-Tempelhof. Die Uraufführung erfolgte am 7. September 1932 im Berliner Ufa-Theater Kurfürstendamm.
Die Aufnahmeleitung hatte Walter Zeiske, die Filmbauten wurden von Walter Reimann und Franz Schroedter entworfen bzw. ausgeführt. Als Regieassistent und in einer kleinen Nebenrolle war der junge Robert Jungk beteiligt.
In Unheimliche Geschichten gab Paul Wegener seinen späten Einstand beim Tonfilm. John Gottowt, Wegeners einstiger Filmpartner und Gegenspieler in Der Student von Prag, debütierte hier ebenfalls im Tonfilm. Der Part in Unheimliche Geschichten war zugleich Gottowts letzte Kinorolle.

## Kritiken
L.H.E. schrieb im Film-Kurier: „Richard Oswald hat seine "Unheimlichen Geschichten", mit denen er sich dereinst den Erfolg in der Stummfilmzeit holte, für den Tonfilm umgeformt, mit Glück wieder aufgenommen. Das Übersinnliche, Grausige, das der Film mit optischen Mitteln erfaßt, kann der Ton ausbauen. Oswald ist sparsam mit diesem Ton (für den Fritz Seeger hier sorgte) umgegangen; so vermeidet er, daß Grauen sich jemals in Komik verwandelt. […] Am stärksten konzipiert sich die Abendgesellschaft der Irren; Oswald sucht keine Übertreibungen, Überspitzungen, er läßt die Darsteller sich nur um jene einzige Nuance in den Seelenzustand hineinsteigern, der die im Geist Verrückten von den Gesunden trennt. Und gerade auf diesem Wege wird, ohne den Abweg ins Abstrakte, eine Verzerrtheit lebender Marionetten erreicht, die bestimmend ist.“
Hans Wollenberg schrieb in der Lichtbild-Bühne: „Hier wird die Spannung zum Grauen gesteigert, das Verbrechen zur seelischen Abnormität vertieft. Bedingt der eigentliche Kriminalfilm die Vortäuschung des deutlichsten Realismus, so soll hier das Phantastische, Überreale uns bannen. Ein solcher Film ist in den Bezirken der dämonischen Dichtung beheimatet, in der Sphäre des Stevenson und Poe. Man dürfte mit Interesse abwarten, wie sich das solcher Kost entwöhnte Publikum dazu einstellen würde. Mit Genugtuung konnte man feststellen, daß das ganze Haus mit dieser unheimlichen Geschichte deutlich mitging und sich gepackt und willig in ihre düsteren Regionen führen ließ. Und wenn sich am Schluß die grauen- und spannungsgeladene Atmosphäre in lebhaftem Beifall entlud, für den Richard Oswald und sein Hauptdarsteller Paul Wegener danken konnten, so darf man beachten, daß es kein kritischeres, skeptischeres Auditorium als das des Berliner Westens gibt. […] Daß Oswald, der Geschäftssichere, es sich geleistet hat, einmal wieder nach solchem Stoff zu greifen, wird man ihm anzurechnen haben. Er hat damit an seinen entscheidenden Erfolg einer vergangenen Stummfilm-Epoche angeknüpft: An seine "Unheimlichen Geschichten" der Jahre 1919/20, denen er einen künstlerischen Ruf zu verdanken hatte. Er ist mit diesem Ruf gewiß nicht immer sehr pfleglich umgegangen. Aber mit der Neuverfilmung der unheimlichen Geschichten hat er ihn von neuem gerechtfertigt. […] Richard Oswalds Regie hier wird für manchen, der ihn nur aus etwas lauten, gesprächigen, roh gefügten und überdeutlichen Inszenierungen kennt, eine Überraschung – eine sehr angenehme Überraschung sein. Sie hat Atmosphäre, Zwischentöne; sie weiß instinktsicher an jener Grenze haarscharf vorbeizusteuern, bei der das Grausige ins Komische umschlägt. Und das ist schwer, besonders bei Paul Wegeners mimischem Stil.“
Das Lexikon des Internationalen Films schrieb: „Aus Erzählungen von E. A. Poe […] und R. L. Stevenson […] destillierter, absurder Horrorkintopp in der Nachfolge von Paul Lenis „Wachsfigurenkabinett“. Ein Stück deutscher Filmgeschichte.“